# راک آیلند (اکلاهما)
راک آیلند(به انگلیسی: Rock Island) شهری در ایالت اکلاهما کشور ایالات متحده آمریکا است که جمعیت آن در سرشماری سال ۲۰۱۰ میلادی، ۶۴۶ نفر بوده‌است.